# 淺灘河 (阿拉巴馬州)
淺灘河（英語：Shoal Creek）是一個位於美國阿拉巴馬州謝爾比縣的非建制地區和人口普查指定地區。根據2010年美國人口普查，該地人口為274人，而該地的面積約為13.740平方千米。

## 地理
淺灘河的座標為33°25′51″N 86°36′39″W / 33.43083°N 86.61083°W，而該地最高點為海拔高度244米（即801英尺）。